# FS řada E424
Řada E 424 je elektrická lokomotiva italských státních drah - FS.

## Vznik a vývoj
Řada E.424 byla vyvinuta na konci 30. let 20. století pro vozbu lehčích osobních vlaků. Vzhledem ke špatnému stavu železničního svršku na částech sítě byl při konstrukcoi lokomotivy kladen důraz na nízké nápravové tlaky. Konstrukce lokomotivy vychází z řady E.636, ze které byla převzata část konstrukčních prvků – podvozky, uložení skříně, trakční motory, svařovaná konstrukce skříně, automatická regulace rozjezdu a další prvky.
V letech 1986 – 1993 bylo 105 lokomotiv rekonstruováno pro provoz vratných souprav. Tyto lokomotivy jsou schváleny pro maximální rychlost 120 km/h.
V roce 2001 byl ukončen provoz nerekonstruovaných strojů, tehdy soustředěných v depu Alessandria. K vyřazení modernizovaných lokomotiv došlo v letech 2007 – 2008, protože údržba již byla neekonomická a další provoz by vyžadoval instalaci vlakového zabezpečovače SCMT (ze stejného důvodu se FNM zbavila strojů E.630).

## Technický popis

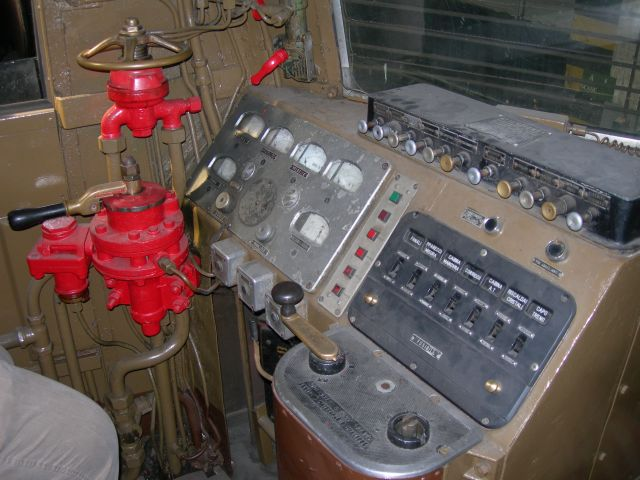
Řízení E.424.075

Lokomotiva je skříňového typu se dvěma dvounápravovými podvozky. Na obou koncích skříně jsou umístěna stanoviště strojvedoucího. Kromě bočních dveří byl do nich přístup i čelními dveřmi pro případ spojení dvou lokomotiv s dvoučlenným řízením, čelní dveře však byly z důvodu nebezpečnosti přechodu i na nátlak odborů brzy zrušeny.
Podvozky byly od roku 1946 vybavovány valivými ložisky. Přenos kroutícího momentu z motoru na nápravu se uskutečňoval dutým hřídelem. Převodový poměr činil 21/65 (maximální rychlost 95 km/h, roku 1948 zvýšena na 100 km/h) u lokomotiv s motory 32-R200 nebo 16/65 u motorů 92-250 (max. rychlost 100 km/h). Stroj E.424.003 byl v letech 1946 – 1948 vybaven převodem 20/65 s maximální rychlostí 120 km/h, další lokomotivy pak dostávaly převod 19/65.
Původní motory 32-R200 byly dvoupólové, nekompenzované. Lokomotivy s těmito motory měly pět šuntovacích stupňů. Novější motory 92-250 byly čtyřpólové, s kompenzačními póly, ale lokomotivy měly jen dva šuntovací stupně. Mezi prvními změnami realizovanými na lokomotivách byla náhrada starších motorů typem 92-250. Počet šuntů se později sjednotil na pěti.
Lokomotivy byly vybaveny sběrači typu LR 42, později LR 52. Hlavní vypínač typu D´Arbela byl později nahrazen velmi rychlým vypínačem. Rozjezdové stykače typů 42/400 a 52/200 vykracovaly rozjezdové odporníky umístěné ve 14 skříních s nucenou ventilací a sloužily i k přepojování motorů (motorových skupin). Řídící obvody měly napětí 24 V.

### Modifikace

#### Rekuperační brzda
Asi deset lokomotiv s motory 92 bylo z výroby vybaveno rekuperační brzdou. Řešení bylo sice uspokojivé, ale bylo opuštěno. Motory měly dvojí budící vinutí – jedno sériové a jedno napájené z cizího zdroje, s odporovou regulací. Po rozjezdu řízeném klasicky vyřazováním odporů bylo možno jízdu lokomotivy regulovat velikostí budícího proudu. Zesilováním buzení klesala tažná síla motorů, až přešly do generátorového režimu. Přitom musel strojvedoucí regulovat buzení tak, aby nedošlo k nárůstu napětí na sběrači nad 3800 V, aby nezasáhla přepěťová ochrana nastavená na 4200 V.

#### E.424.068
V listopadu 1954 byly na lokomotivu E.424.068 zkušebně dosazeny 6-pólové motory 82-330 s vyšší izolační třídou a maximálním proudem až 333 A při napětí 750 V. K přenosu kroutícího momentu sloužil „tančící prsten“ Alsthom, který byl později použit u řady E.646. Převodový poměr byl 20/69 a maximální rychlost lokomotivy vzrostla na 120 km/h. Na lokomotivě se zkoušela i řada dalších řešení pro E.646. V květnu 1974 byla lokomotiva upravena zpět do sériové podoby.

#### Úprava pro vratné soupravy

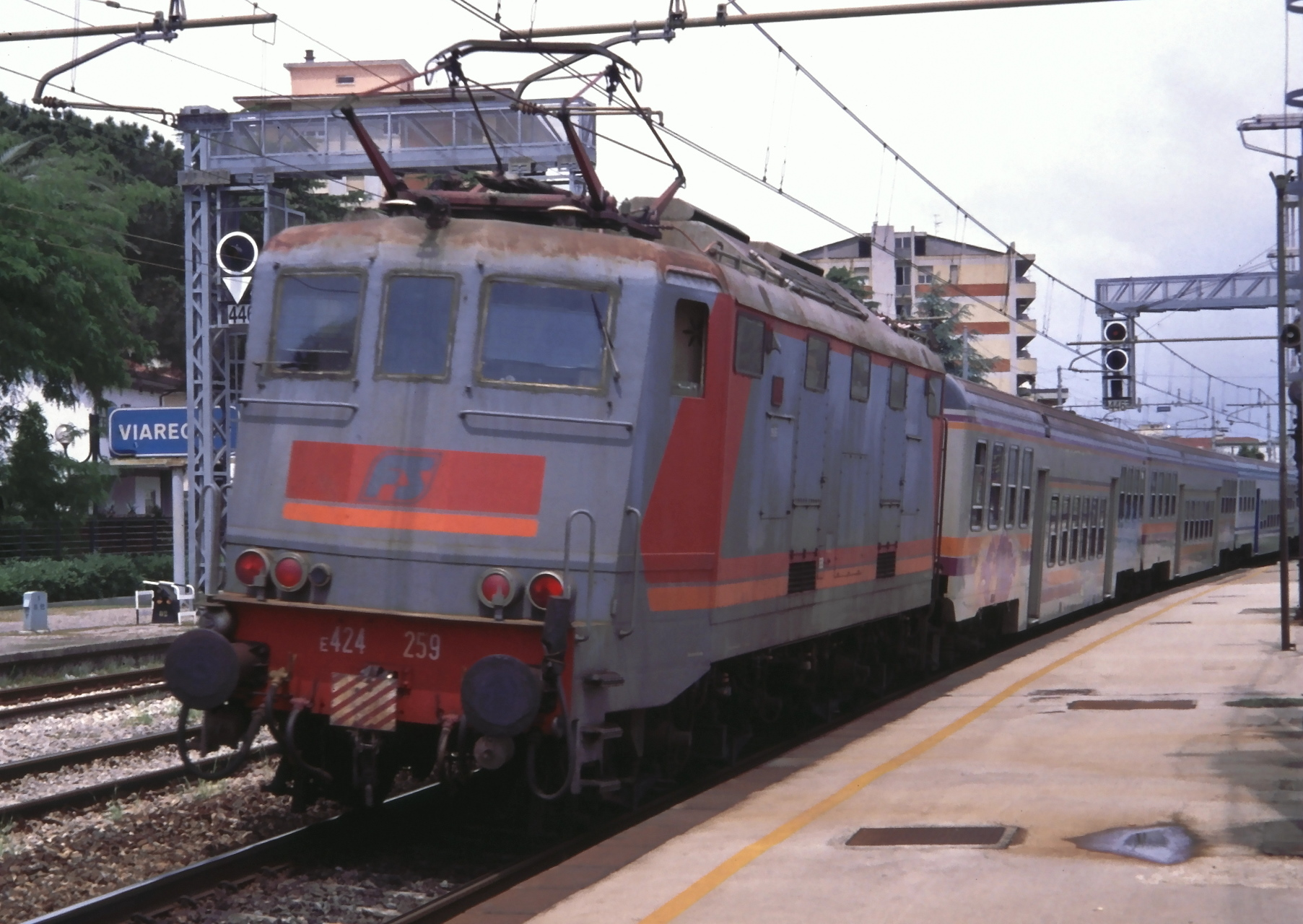
E.424.259 s vratnou soupravou

V letech 1986 – 1993 bylo 105 lokomotiv E.424 upraveno pro ovládání z řídícího vozu. Na lokomotivy byl dosazen vlakový zabezpečovač RS4 Codici, radiostanice, protismykové zařízení, kontrola a ovládání dveří vlaku, napájecí potrubí pro vzduchové vypružení vozů, oddělená červená a bílá návěstní světla a kabel dálkového řízení se 78-pólovými konektory. Inventární čísla lokomotiv byla pro odlišení zvýšena o 200.

## Zachované stroje
- E.424.005 – vyřazeny v Pistoi v roce 1990, obnovena pomocí dílů z 003 a 004. Náleží sdružení Italvapore, v současné době jediná s vypínačem D´Arbela
- E.424.049 – zpětně rekonstruovaná z E.424.249, obnovena vrata zavazadlového oddílu na bocích skříně, nátěr ve dvou odstínech Isabella. Lokomotivu spravuje společnost ATSP a je umístěna v depu Taranto
- E.424.075 – nerekonstruovaný stroj depa Alessandria, nyní FERALP Bussoleno